# 1406
Пізнє Середньовіччя •  Відродження •  Реконкіста •  Ганза •  Столітня війна •  Велика схизма •  Монгольська імперія

## Геополітична ситуація
В османській державі триває період безвладдя і боротьба за владу між синами султана Баязида I Блискавичного. Імператором Візантії є Мануїл II Палеолог (до 1425), а королем Німеччини Рупрехт з родини Віттельсбахів. У Франції править Карл VI Божевільний (до 1422).
Апеннінський півострів розділений: північ належить Священній Римській імперії, середню частину займає Папська область, південь належить Неаполітанському королівству. Деякі міста півночі: Венеція, Флоренція, Генуя тощо, мають статус міст-республік. Триває боротьба гвельфів та гібелінів.
Майже весь Піренейський півострів займають християнські Кастилія і Леон, де править Хуан II (до 1454), Арагонське королівство, де править Мартін I Арагонський (до 1410), та Португалія, де королює Жуан I Великий (до 1433). Під владою маврів залишилися тільки землі на самому півдні.
Генріх IV є королем Англії (до 1413). У Кальмарській унії (Норвегії, Данії та Швеції) владу утримує Маргарита I Данська, офіційним королем є Ерік Померанський. В Угорщині править Сигізмунд I Люксембург (до 1437). Королем польсько-литовської держави є Владислав II Ягайло (до 1434). У Великому князівстві Литовському княжить Вітовт.
Частина руських земель перебуває під владою Золотої Орди. Галичина входить до складу Польщі. Волинь належить Великому князівству Литовському. У Києві княжить Андрій Іванович Гольшанський (до 1410). Московське князівство очолює Василь I.
Монгольська імперія займає більшу частину Азії, але вона розділена на окремі улуси. На заході євразійських степів править Золота Орда.
У Єгипті панують мамлюки, а Мариніди — у Магрибі. У Китаї править династії Мін. Значними державами Індостану є Делійський султанат, Бахмані, Віджаянагара. В Японії триває період Муроматі.
Цивілізація майя переживає посткласичний період. У долині Мехіко склалася цивілізація ацтеків. Почала зароджуватися цивілізація інків.

## Події
- У Золотій Орді хан Едигей убив хана Тохтамиша.
- Розпочався понтифікат Григорія XII.
- Королем Кастилії став Хуан II.
- Королем Шотландії став Яків (Джеймс) I, але, повертаючись з Франції, ще до смерті батька, він потрапив у полон до англійців і залишатиметься бранцем до 1424 року.
- Ерік Померанський, король Кальмарської унії, куди входили Норвегія, Данія та Швеція, одружився з донькою англійського короля Генріха IV Філіппою.
- Флоренція підкорила собі Пізу.
- У Пекіні почалося будівництво Забороненого міста.
- Китайські війська династії Мін окупували В'єтнам.
- Завершилася громадянська війна в Меджепегіті.

## Народились
- Філіппо Ліппі — італійський художник часів Відродження.
- Григорій Сяноцький — русинський галицький церковний і політичний діяч, львівський архієпископ латинського обряду.

## Померли
- Іннокентій VII — 204-й папа римський.
- Роберт III — король Шотландії.
- Тохтамиш — золотоординський хан, останній правитель Золотої Орди.